# Colegio Mayor Universitario Jaime del Amo
El Colegio Mayor Universitario Jaime del Amo es un colegio mayor adscrito a la Universidad Complutense de Madrid. Está situado en la Avda. Gregorio del Amo de la Ciudad Universitaria de Madrid, en el distrito de Moncloa-Aravaca.

## Historia
El colegio fue creado sobre terrenos de la Universidad Complutense de Madrid por Del Amo Foundation, fundación impulsada por Gregorio del Amo
Inaugurado el 21 de mayo de 1967 y abierto el 10 de octubre del mismo año. El edificio se construyó según el proyecto del arquitecto Luis Blanco Soler y al igual que muchos de los Colegios Mayores de Ciudad Universitaria, recibió el Premio Nacional de Arquitectura.
Del Amo Foundation ya había tenido una residencia para estudiantes universitarios en la zona suroeste de la Ciudad Universitaria, conocida como Fundación del Amo, que resultó completamente destruida durante la guerra civil española al encontrarse en el frente de batalla. Tras la disolución de la fundación en 1979 su titularidad se transfirió a la Provincia de Castilla de los Misioneros Claretianos, a los que la fundación había concedido su gestión desde su creación, con la condición de que se mantuvieran los fines para los cuales el colegio había sido creado.
Desde el 1 de enero de 2007 está adscrito a la provincia de Santiago de los Misioneros Claretianos, tras la fusión de la provincia de Castilla con las de León y Aragón.